# Ітан Ром
Доктор Ітан Гудспід (англ. Dr. Ethan Goodspeed), більш відомий як Ітан Ром (англ. Ethan Rom) — вигаданий персонаж американського телесеріалу «Загублені» (виробництво ABC). Вперше представлений як головний антагоніст першого сезону, Ітан є хірургом антагоністичної і таємничої групи, відомої як «Інакші». Він проникає до уцілівших з фюзеляжу, видаючи себе за одного з них, поки вони не виявили його справжню особистість. Потім він викрав Чарлі Пейса і вагітну Клер Літтлтон, намагаючись позбавитися від першого незабаром після. Ітан — один з небагатьох персонажів, який з'являвся в багатьох епізодах, коли його персонаж був швидше мертвий, ніж живий. Ітан — один з небагатьох людей, які народилися на Острові, як показано в дев'ятому епізоді п'ятого сезону, «Намисто».

## До авіакатастрофи
Ітан народився на Острові в 1977 році, в родині Гораса Гудспіда і Емі з DHARMA Initiative. До того моменту, коли йому виповнилося 11 (1988), Ітан приєднався до «Інакших» і допоміг Бену у викраденні маленької Алекс у Даніель Руссо. Ітан заявляє, що він деякий час жив у Онтаріо Канаді, але це було частиною його алібі для тих, хто уцілів з Рейсу 815. Ітан працював хірургом у «Інакших». До аварії рейсу 815, Ітан стикається з мандрівним у часі Джоном Локком в той день, коли літак наркоторговців терпить крах на острові. Ітан стріляє йому в ногу і мало не вбиває Джона, перш ніж стрибок у часі переносить Джона вперед у часі. Ітан, схоже, не пам'ятає зустрічі в даний час. Десь за три роки до катастрофи він подорожує з острова у Флориду на субмарині, щоб завербувати Джульєт Берк, за допомогою Річарда Олперта. Дружина Ітана вмирає при пологах і його дитина теж не виживає.

## Після авіакатастрофи
Коли рейс Oceanic 815 терпить крах на острові 22 вересня 2004 року, начальник Ітана, Бен Лайнус, відправляє його, щоб він видавав себе як уцілівший з фюзеляжу і склав список тих, хто уцілів. Ітан в основному тримається осібно. Він бере зразки крові, щоб визначити, чи стикається Клер з проблемами вагітності, і полює з Джоном Локком. Коли Герлі розпитує інформацію про Ітана для перепису, Ітан бреше йому, що його прізвище «Ром», і що він з Канади. Знаючи, що його викриють ще до того, як він завершить список уцілілих, Ітан викрадає Чарлі і вагітну Клер Літтлтон для наукових досліджень. Ітана знаходить лідер уцілівших, Джек Шепард, який прямує за ним, і б'є його. Він попереджає Джека, що він уб'є або Клер, або Чарлі, якщо Джек продовжить слідувати за ним. Чарлі пізніше знайдений повішеним на дереві, і Джек зміг його реанімувати.
Ітан обстежує Клер на станції DHARMA Initiative під назвою «Посох». Він задає їй питання про її вагітність і вводить їй сироватку Джульєт. Ітан вставляє їй імплантат віддаленої дії, який пізніше використовується, щоб викликати нудоту та кровотечу. Він накачує її і намагається переконати її відмовитися від своєї дитини, щоб передати його йому і «Інакшим», заявляючи, що вони «хороші люди». В цьому сегменті, до Ітана пристає Том, який явно засмучений тим, що Ітан не зміг завершити список, який здається є дуже важливим для «Інакших». Коли Ітан готується, щоб зробити Кесарів розтин на Клер, Алекс звільняє її, і Ітан починає вести неуспішні пошуки.
Втративши Клер, Ітан намагається повернути її, сказавши Чарлі, що він буде вбивати по одному уцілівшому на кожну ніч, якщо йому не повернуть Клер. На наступний ранок, убитий Скот Джексон. Уцілівші припускають, що його вбив Ітан. На наступний день, Клер пропонує використати себе в якості наживки, щоб виманити Ітана з джунглів. Джон, Джек, Кейт, Саїд і Соєр влаштовують засідку, і коли Ітан приходить, щоб забрати Клер, Джек нападає на нього. В ході бійки Джек перемагає Ітана. Перш ніж уцілівші змогли отримати які-небудь відповіді від нього, Чарлі чотири рази стріляє в Ітана, вбиваючи його.

## Альтернативна реальність
В епізоді «Вчинки Кейт» показано, що Ітан уцілів після руйнування Острова, і що він є доктором в Лос-Анджелесі, під своїм справжнім ім'ям, Ітан Гудспід. Його життя з відсутністю Острова ще не було розвинуте.

## Кастинг
Вільям Мейпотер не проходив прослуховування; його обрав виконавчий продюсер Дж. Дж. Абрамс, який впізнав його з фільму «У спальні», 22 вересня 2004 року, в день, коли відбулася прем'єра «Загублених». Мейпотер спочатку був підписаний на два епізоди. Його контракт був продовжений в загальній складності до чотирьох епізодів в першому сезоні. Мейпотер з тих пір з'явився у флешбеках п'яти епізодів протягом другого, третього та п'ятого сезонів, в загальній складності в десяти епізодах. Ітан також з'являється в мобізоді з «Загублені: Відсутні елементи» під назвою «Зустріч Ітана та Джека. Ітан? Джек». Як Мейпотер вказує, Ітан з'являвся в епізодах більше після його смерті, а не тоді, коли він був живий. Мейпотер описав Ітана «забавним». Ім'я персонажа є анаграмою від «Other Man» та «More Than». Мейпотер є фанатом «Загублених» і він не пропустив жодного епізоду. Девон Гірхарт зіграв молодого Ітана в епізоді «Мертвий — означає мертвий».

## Характеристика
В першому сезоні, Ітан був зображений як «задумливий лиходій», «холодний і злий» і «жахливий», а пізніше як «шикарний хлопець по сусідству». Мейпотер відчував, що він не був злим, і що у Ітана були свої причини діяти так, як він діяв.

## Критика
IGN уклало, що смерть Ітана була сама сумна в «Загублених», так як Ітан міг надати відповіді на багато таємниць острова.